# Le Combat des chefs
Pour les articles homonymes, voir Le Combat des chefs (homonymie).
Le Combat des chefs est le septième album de la bande dessinée Astérix, publié en 1966, scénarisé par René Goscinny et dessiné par Albert Uderzo.
Il a été pré-publié dans le journal Pilote du no 261 (22 octobre 1964) au no 302 (5 août 1965).

## Résumé
Au camp de Babaorum, le centurion Langélus et son aide de camp Perclus ont un plan pour imposer la paix romaine aux irréductibles Gaulois : demander à Aplusbégalix — le chef du village gallo-romain Sérum, pro-Romain, ambitieux, musclé et stupide — de défier, puis vaincre Abraracourcix, le chef du village d'Astérix, lors d'un combat traditionnel gaulois appelé « combat des chefs », à l'issue duquel Aplusbégalix prendra le contrôle sur le village des irréductibles, le rendant de facto gallo-romain. Tout ce que les Romains ont à faire est de capturer Panoramix avant le combat pour priver son chef de potion magique.
Les Romains parviennent à enlever Panoramix, mais Astérix et Obélix interviennent. Ce dernier lance un menhir qui tombe malencontreusement sur le druide, lui faisant perdre la mémoire et la raison. À ce moment, Aplusbégalix vient défier Abraracourcix. La perspective d'aborder le combat des chefs sans potion magique inquiète beaucoup les villageois, Aplusbégalix étant bien plus fort qu'Abraracourcix. Pour guérir Panoramix, Astérix et Obélix demandent l'aide d'un autre druide, Amnésix. Mais, à cause d'un autre coup de menhir sur la tête de la part d'Obélix, Amnésix perd également la raison : il se lance alors avec Panoramix dans un concours délirant de potions explosives ou colorantes.
Or, par un heureux hasard, une de ces potions finit par rendre la mémoire à Panoramix. Celui-ci, mis au courant de la situation par Astérix, prépare en urgence une grande quantité de potion magique et tous partent rejoindre les autres villageois qui assistent au combat d'Abraracourcix et Aplusbégalix, le premier esquivant sans cesse les coups du second pour gagner du temps. Quand Astérix annonce à son chef que le druide est guéri, celui-ci, ragaillardi, envoie au tapis son adversaire et gagne le combat. Dans la foulée, les Gaulois donnent une leçon aux Romains qui sont mis en déroute, tandis qu'Aplusbégalix, déchu, reçoit un coup de menhir sur la tête, le rendant amnésique à son tour. Une fois de plus, l'épisode se conclut par un banquet organisé pour fêter la victoire des Gaulois d'Armorique.

## Personnages principaux
- Les habitants du village gaulois, dont : 
  - Astérix, guerrier,
  - Obélix, livreur de menhir,
  - Idéfix, chien d'Obélix,
  - Abraracourcix, chef du village,
  - Panoramix, druide,
  - Assurancetourix, barde ;
- Les Romains du camp Babaorum, dont : 
  - Langélus, centurion romain, chef du camp Babaorum, et qui hurle au lieu de parler ;
  - Perclus, aide de camp de Langélus, le Machiavel qui a trouvé la ruse du combat des chefs ;
  - Plutoqueprévus, légionnaire romain déguisé en tronc d'arbre, accompagné d'un hibou ;
- Aplusbégalix, chef du village gallo-romain de Sérum ;
- Berlix, professeur de langues vivantes au village de Sérum ;
- enfants de l'école de langues vivantes au village de Sérum, dont Catédralgotix ;
- Amnésix, druide chargé de guérir Panoramix ;
- Boufiltre, assistante d'Amnésix.

## Analyse

### Scénario et personnages
- La collaboration d'Aplusbégalix avec les Romains, qu'il considère plus proches de lui que ses compatriotes gaulois, fait référence aux collaborateurs durant la Seconde Guerre mondiale.
- L'album présente, à travers notamment le village de Sérum, le monde gallo-romain, savant mélange de culture rustre gauloise et de raffinement romain, particulièrement dans l'habillement et l'architecture.
- Bien qu'Agecanonix ne soit pas encore apparu dans le village gaulois à ce stade de la série, on peut remarquer l'apparition de son sosie dans cet album, et par deux personnages différents : dans la première case de la première planche, le personnage qui semble mécontent de ses concitoyens qui singent les romains. Dans la huitième case de la planche 27 et aux deux dernières de la planche 47, un des patients d'Amnésix. Type de personnage qui a dû plaire aux auteurs car il apparaît finalement dans le village gaulois à la dernière page en tant qu'Agecanonix tel qu'on le connaît.
- C'est la première fois qu'on découvre le camp de Babaorum : dans les précédents albums, il était toujours question du camp de Petibonum.
- Dans la hutte d'Aplusbégalix se voit un cadre avec la phrase « Rome Sweet Rome » (Rome, Douce Rome), parodique dans ses sonorités de l'expression anglaise « Home Sweet Home » (Foyer, Doux Foyer). Ce gag est recyclé dans l'album suivant Astérix chez les Bretons.
- Le combat des chefs attire des barbares de différents pays parodiant des forains. L'un d'eux propose notamment une attraction nommée « Montagnes Slaves », en référence aux montagnes russes.
- Lors de cette même fête foraine un hommage à Franquin est glissé via une de ses créations : en effet un animal dit Marsupilamix, dont le nom et l'apparence font référence au marsupilami, est exposé en tant que « phénomène »[1].
- Aplusbégalix rend visite à Abraracourcix, tous deux en hauteur, juchés sur leur bouclier, et il déclare « ceci est une conférence au sommet ». Jeu de mots avec le terme qui désigne une conférence entre des dirigeants « haut placés ».
- Astérix et Obélix, se rendant chez le druide Amnésix, passent par une clairière d'attente, en référence aux salles d'attente des médecins. Durant sa traversée, ils croisent un Gaulois portant un chapeau de Napoléon, ce à quoi l'assistante, curieusement nommée Boufiltre, répond : « Celui-là, personne ne sait pour qui il se prend ». Tout ce passage est aussi une moquerie de la psychanalyse.
- Obélix est celui par qui les problèmes arrivent : voulant éviter à Panoramix d'être enlevé par les Romains, il l'assomme involontairement d'un coup de menhir qui lui fait perdre en partie la raison et complètement la mémoire. Ayant la géniale intuition qu'on peut guérir le mal par le mal, il est près de recommencer la même bêtise alors que Panoramix vient de retrouver santé et mémoire. Au cours de cet épisode, Obélix montre aussi mauvaise foi, intelligence, sensibilité et humour (« Mieux vaut être un éléphant qu'un rat… un rat bougri, surtout ») et souci de son apparence et de son obésité, ce dernier trait lui causant une courte dépression à cause du verdict du druide Amnésix, qui est par ailleurs la seule personne à ne pas avoir déclenché la colère du Gaulois en le qualifiant directement de gros.
- Panoramix le druide est l'enjeu principal de l'aventure, comme il le fut dans Astérix le Gaulois et Astérix et les Goths. Ici, les Romains planifient son enlèvement pour priver le village de son invincibilité. Le plan semble d'abord un échec (Panoramix n'est pas enlevé), puis un succès, le druide étant devenu fou ; il trouve même «très jolie » la musique insupportable d'Assurancetourix.
- Abraracourcix, le chef du village gaulois, a un rôle plus important que dans tous les albums  précédents : pris dans le piège tendu par Langélus sur les conseils de Perclus, il doit affronter le chef gallo-romain Aplusbégalix, et de sa victoire dépend l'avenir du village, devenu incertain. Sa victoire finale lors du combat des chefs est contre toute attente acquise « naturellement », sans le secours de la potion magique, car il s'est bien entraîné grâce à Astérix, justifiant ainsi son statut de chef incontesté.
- Il est possible que la femme gauloise qui prépare Abraracourcix à recevoir Aplusbégalix soit son épouse Bonemine ; cependant elle le vouvoie (« Si vous bougez tout le temps !... »), ce qui semble indiquer qu'il s'agit plutôt d'une servante.
- Le légionnaire Plutoqueprévus réapparaît dans certaines adaptations vidéo-ludiques, ainsi que dans Le Coup du menhir sous le nom de Blocus.
- L'album comporte des fautes d'orthographe et des coquilles : 
  - Planche 14, Panoramix dit : « Ça à l'air intéressant »
  - Planche 16, Astérix dit : « Je vais allez voir »
  - Planche 35, Astérix dit : « Il n'y a qu'une chose à faire, ô Abraracourcix : c'est de te préparer pour le combat contre Ablusbégalix ! »
- Le centurion Langélus est une caricature de Benito Mussolini.

### Villes et lieux traversés
- Sérum, village gallo-romain fictif.

### Citations latines
- Quod erat demonstrandum (Ce qu'il fallait démontrer) : phrase prononcée par Perclus.
- Dulce et decorum est pro patria mori (Il est doux et beau de mourir pour la patrie) : phrase prononcée par le légionnaire Plutoqueprévus en train de cuire dans une marmite.
- Alea jacta est (Le sort en est jeté) : phrase prononcée par Langélus pour ouvrir le combat des chefs (célèbres mots de Jules César).

### Chansons
- Nuits latines, nuits câlines, nuits d'…, chanté par Assurancetourix, parodiant la chanson Nuit de Chine.
- Nous sommes les joyeux bûcherons, chanté par Astérix et Obélix en revenant au village après avoir capturé Plutoqueprévus, parodiant la chanson scout Nous sommes les joyeux louveteaux.

## Tirage
L'album a été tiré en 600 000 exemplaires.

## Adaptations
- En 1967, alors que René Goscinny et Albert Uderzo donnent leur accord pour la sortie en salle d’Astérix le Gaulois, réalisé à leur insu par les studios Belvision, ils apprennent que deux autres films, adaptés des albums La Serpe d'or et Le Combat des chefs, sont également en cours de production chez Belvision. Ce sont Georges Dargaud, leur éditeur, et Raymond Leblanc, le PDG des studios Belvision et des éditions du Lombard, qui ont mené à bien ces projets sans leur en faire part[2]. Déçus par le résultat d’Astérix le Gaulois, Albert Uderzo et René Goscinny exigent la destruction des deux autres films et imposent d'être partie prenante dans l'élaboration du long métrage suivant, Astérix et Cléopâtre[3].
- Le film d'animation Astérix et le Coup du menhir de Philippe Grimond, qui sort au cinéma en 1989, adapte une partie de l'intrigue de cet album entremêlée à celle de l'album Le Devin.
- La mini-série d'animation homonyme d'Alain Chabat est diffusée sur Netflix en 2025[4].